# Тијера Гранд (Тексас)
Тијера Гранд (енгл. Tierra Grande) насељено је место без административног статуса у америчкој савезној држави Тексас.

## Демографија
По попису из 2010. године број становника је 403, што је 41 (11,3%) становника више него 2000. године.
| Група             | 2000.       | 2010.       |
| Белци             | 67 (18,5%)  | 63 (15,6%)  |
| Афроамериканци    | 5 (1,4%)    | 6 (1,5%)    |
| Азијати           | 1 (0,3%)    | 0 (0,0%)    |
| Хиспаноамериканци | 287 (79,3%) | 332 (82,4%) |
| Укупно            | 362         | 403         |